# Agalmaceros
Agalmaceros is een geslacht van uitgestorven hertachtigen uit de Capreolinae. Deze soort leefde tijdens het Pleistoceen in Zuid-Amerika. De typesoort is Agalmaceros blicki

## Vondsten
Agalmaceros is bekend van fossiele vondsten in de Andes van Ecuador uit het Laat-Pleistoceen.

## Kenmerken
Agalmaceros had een robuuste lichaamsbouw en een gewicht van ongeveer zestig kilogram. Dit hert was vermoedelijk aangepast aan het leven in berggebieden met een leefwijze die mogelijk overeenkomt met die van de hedendaagse Hippocamelus-soorten uit de Andes.